# Maria Luisa Berti
Maria Luisa Berti (Città di San Marino, 6 ottobre 1971) è un avvocato e politico sammarinese, dal 1º ottobre 2022 capitano reggente di San Marino.

## Biografia
Ha studiato al liceo classico a San Marino città, poi ha conseguito la laurea in giurisprudenza all'Università di Urbino e ha intrapreso la professione legale.
A 18 anni si è iscritta al Partito Democratico Cristiano Sammarinese; nel 2001 è entrata nel Consiglio Grande e Generale dove è rimasta in carica fino al 2006.
Nel 2006 ha fondato il partito Noi Sammarinesi insieme ad altri fuoriusciti democristiani e nel 2008 è rientrata nel Consiglio Grande e Generale nella Lista della Libertà.
Il 16 marzo 2011 il Consiglio Grande e Generale l'ha eletta, insieme a Filippo Tamagnini, capitano reggente di San Marino per il periodo 1º aprile 2011 – 1º ottobre 2011.
Sempre in rappresentanza del movimento Noi Moderati, è stata rieletta nel Consiglio Grande e Generale con la lista del Partito Democratico Cristiano Sammarinese nella XXVIII legislatura (2012-2016) e con la lista Noi per la Repubblica nella XXX legislatura (dal 2019).
Il 16 settembre 2022 il Consiglio Grande e Generale l'ha rieletta Capitano reggente, insieme a Manuel Ciavatta, per il periodo 1º ottobre 2022 – 1º aprile 2023.